# Daisy Dick
Daisy Dick, född 29 mars 1972 i Oxford i Storbritannien, är en brittisk ryttare.
Hon tog OS-brons i lagtävlingen i fälttävlan i samband med de olympiska ridsporttävlingarna 2008 i Peking.